# Qualiméditerranée
 (septembre 2010).
Si vous disposez d'ouvrages ou d'articles de référence ou si vous connaissez des sites web de qualité traitant du thème abordé ici, merci de compléter l'article en donnant les références utiles à sa vérifiabilité et en les liant à la section « Notes et références ».
Qualiméditerranée est un pôle de compétitivité français basé à Montpellier. Il fédère un réseau d'entreprises et d'organismes de recherche autour d'ambitions communes et de projets collaboratifs innovants. Il concentre ses efforts sur les filières de la vigne et du vin, des fruits et légumes ainsi que la filière céréalière.

## Axes stratégiques
Qualiméditerranée entend développer une agriculture méditerranéenne compétitive et durable et de nouveaux produits issus de l'agriculture méditerranéenne et leurs procédés associés 
.

## Histoire
Qualiméditerranée, pôle de compétitivité des agro-technologies durables, créé en 2005 et implanté à Montpellier dans les locaux d’Agropolis International, a acté, lors de son Assemblée générale extraordinaire du 22 juin dernier, sa fusion-absorption avec et par le pôle de compétitivité Agri Sud-Ouest Innovation. La nouvelle entité couvrira désormais la Nouvelle-Aquitaine et l’Occitanie et permettra d’offrir des services homogènes sur l’ensemble du territoire. Le maintien du site de Montpellier et de son équipe assurera la continuité d'une proximité avec les adhérents et futurs adhérents sur Occitanie Est.

## Les rencontres Qualiméditerranée
Des rencontres sont organisées chaque année par Qualiméditerranée pour développer des projets collaboratifs avec des entreprises, laboratoires de recherche et centres techniques. Chaque année, elles sont organisées autour d'un thème d'innovation majeur pour faire émerger des projets et des partenariats dans les thématiques prioritaires du pôle.